# Marion Reinhardt
Marion Reinhardt (* 1963 in Coburg) ist eine deutsche freie Journalistin, Buchautorin, staatlich zertifizierte Kräuter-Pädagogin, zertifizierte Heil- und Wildkräuterexpertin und zertifiziert in Klostermedizin und Phytotherapie.

## Leben
Marion Reinhardt wurde in Coburg geboren und lebt heute mit ihrer Familie in Fürth. Sie studierte Kunstgeschichte und arbeitete viele Jahre als Journalistin, bevor sie sich ihrer Leidenschaft, den Kräutern, verschrieb. Heute versucht die passionierte Kräuterpädagogin auf Wildkräuterwanderungen, bei Kräuterworkshops oder auf geführten Reisen in die schönsten regionalen und überregionalen Kräutergärten, dieses Feuer auch in anderen zu entfachen. 2015 erschien ihr erstes Buch Bayerns schönste Kräutergärten: Heilpflanzen, Gewürze und Wildkräuter entdecken. 2017 folgten Die 25 schönsten Kräutergärten im Südwesten und Fränkisch kochen mit wilden Kräutern: 80 saisonale Rezepte, bei dem sie ihr Wissen über Kräuter mit der Leidenschaft fränkisch zu kochen verbindet. 

## Werke
- Bayerns schönste Kräutergärten: Heilpflanzen, Gewürze und Wildkräuter entdecken. Volk Verlag, 2015, ISBN 978-3-86222-166-0.
- Die 25 schönsten Kräutergärten im Südwesten. Südverlag, 2017, ISBN 978-3-87800-101-0.
- Fränkisch kochen mit wilden Kräutern: 80 saisonale Rezepte. ars vivendi verlag, 2017, ISBN 978-3-86913-761-2.